# Халмамедов, Нуры Халмамедович
Нуры Халмамедович Халмамедов (туркм. Halmämmet Nury ; 20 июня 1938, аул Дайна, ТССР — 4 августа 1983, Ашхабад) — туркменский композитор. Народный артист Туркменистана (1991 — посмертно).

## Биография
Родился в поселке Дайна 20 июня 1938 года. в многодетной семье. Отец Ханмамед Байлыев, мать Хангуль, братья Баймухамед, Бегмамед, Аширберды и сестра Артык. В раннем возрасте Нуры Халмамедов остался без матери, попал в Байрамалийский детский дом, где получил музыкальное образование. Первая учительница — Ольга Алексеевна Кривченко.
После детского дома, Нуры Халмамедов поступил в Музыкальное училище. В 1958 году после окончания Музыкального училища он, в числе наиболее одаренных студентов, был направлен в Московскую государственную консерваторию имени П. И. Чайковского, в стенах которой написал около тридцати песен, романсов и хоровых произведений. Дипломной работой Нуры Халмамедова стали симфонические картины «Туркмения», прозвучавшие на выпускном экзамене в мае 1963 года в исполнении Большого симфонического оркестра Всесоюзного радио и телевидения. Окончил Московскую консерваторию в 1963 году.

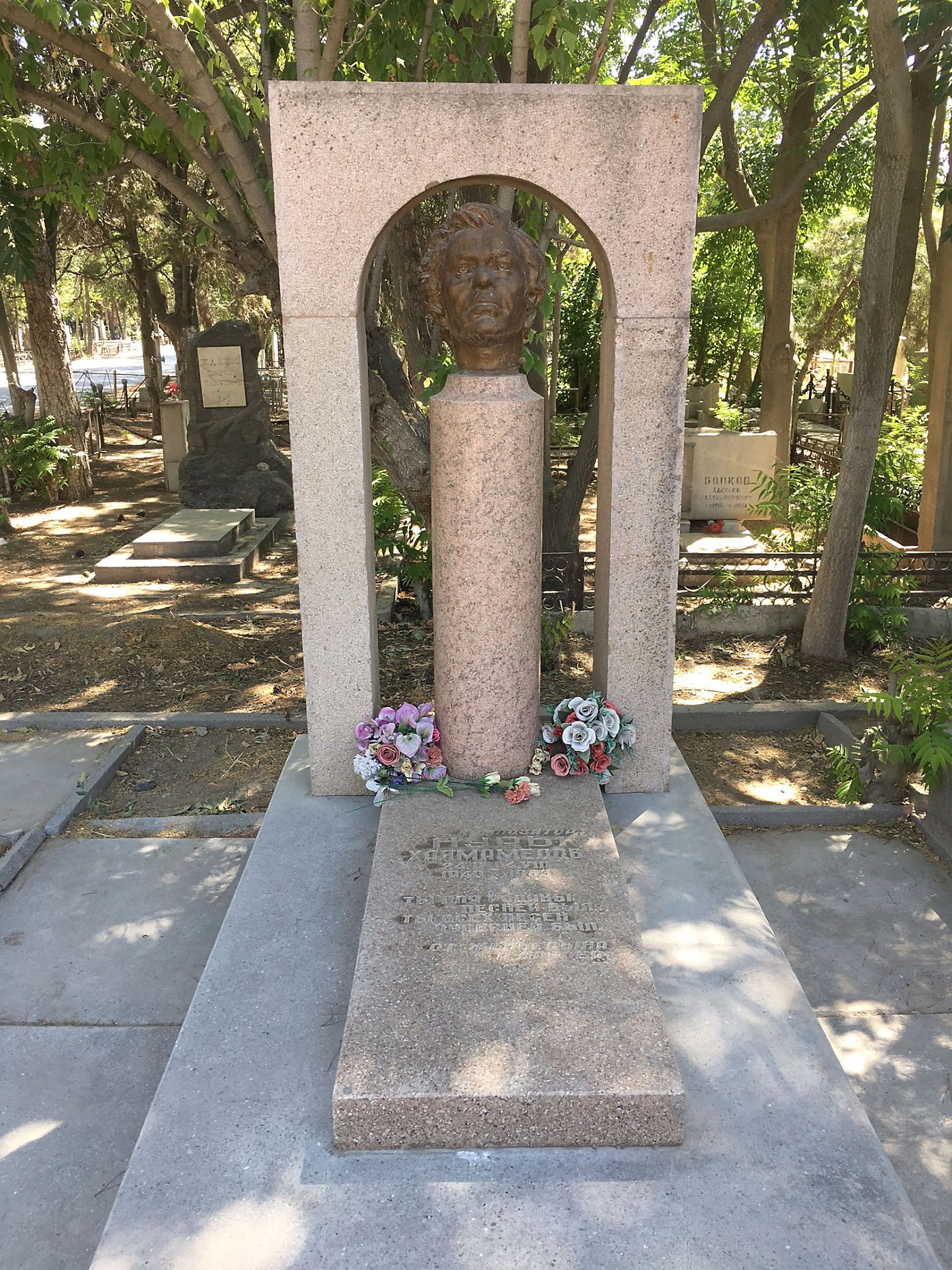

В 19 лет написал свой первый романс, избрав для него одно из самых трагических стихотворений туркменского поэта Махтумкули — «Изгнанник», в 22 года написал знаменитую пьесу «Звуки дутара», в 23 года популярное сочинение — симфонические картины «Туркмения». Создал вокальные циклы на стихи Сергея Есенина «Персидские мотивы» и Генриха Гейне «Сердца людские».
Для вокальной музыки композитора основой становились стихи Молланепеса, Кемине, других туркменских поэтов XIX—XX веков, среди которых наиболее часто встречается имя Курбанназара Эзизова. Он дружил с Курбанназаром Эзизовым, который был современным и лучшим поэтом этого периода.
В 1979 году композитору было присвоено почётное звание «Заслуженный деятель искусств Туркменской ССР».
Ушёл из жизни 4 августа 1983 года. Похоронен на Ватутинском кладбище Ашхабада. Вдова — Гульсолтан Клычевна Халмамедова.
В 1983 году награждён Государственной премией Туркменистана имени Махтумкули, в 1984 Государственной премией СССР за фильм «Мужское воспитание», 1 декабря 1991 года Указом Президента Туркменистана Сапармурата Ниязова, Нуры Халмамедову посмертно присвоено почетное звание «Народный артист Туркменистана».